# Nederlands Politiemuseum

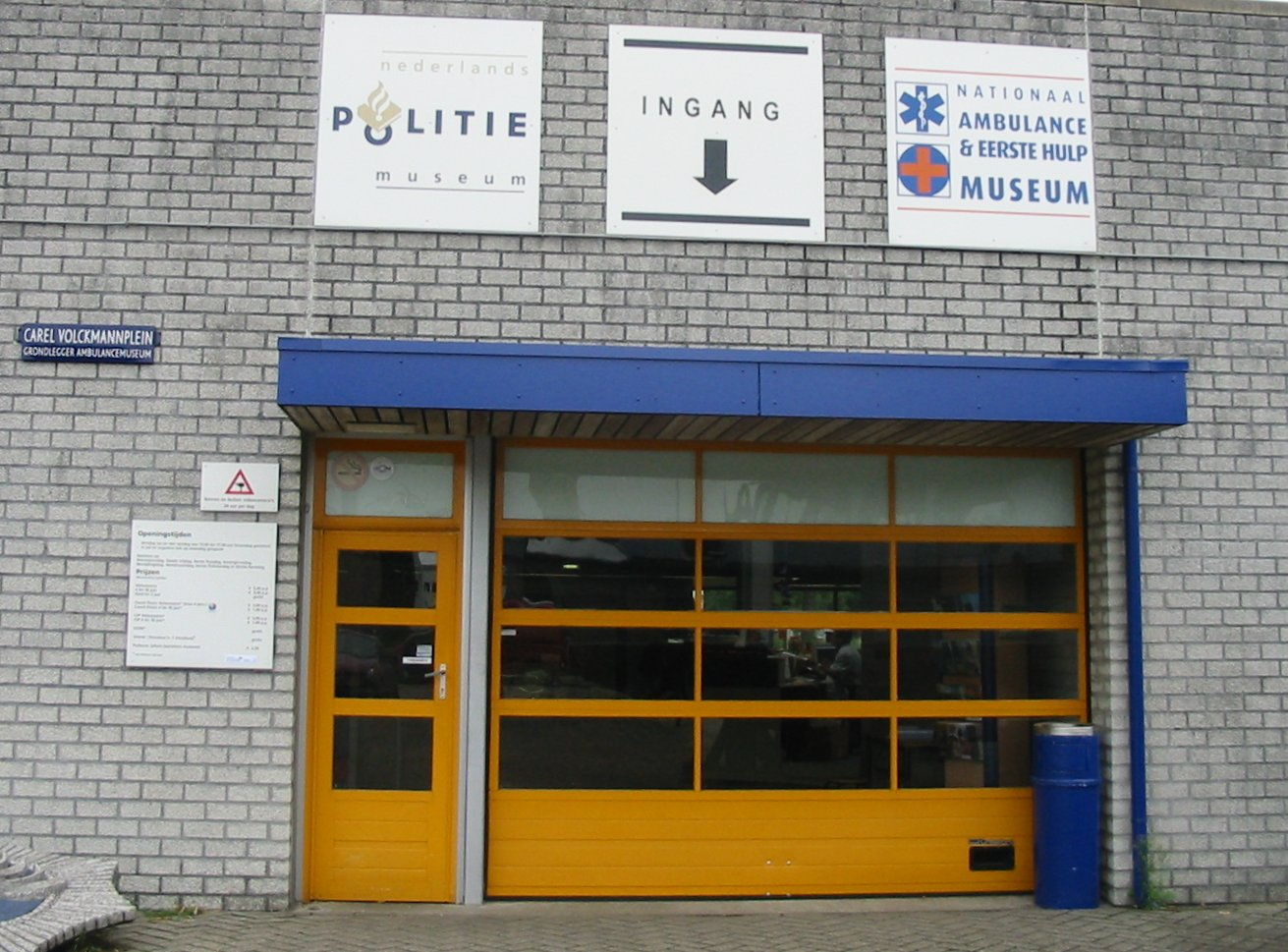
Ingang van het Nederlands Politiemuseum

Het Nederlands Politiemuseum was een in Apeldoorn Zuid gevestigd museum met verzamelstukken van en informatie over de Nederlandse politie. Het is ontstaan uit een grote hoeveelheid grote en kleine collecties die in het verleden bij verschillende politiekorpsen en andere organisaties waren ondergebracht en die sinds de jaren tachtig van de afgelopen eeuw geleidelijk zijn samengebracht. Het museum had een grote collectie: ongeveer 100.000 realia (waaronder ongeveer 50 voertuigen), enkele tienduizenden foto's en films, een archief en een bibliotheek. Van 2002 tot en met 2006 is de volledige collectie in een geautomatiseerd registratiesysteem ondergebracht. Belangrijke delen van de collectie zijn in deze periode ook geconserveerd of gerestaureerd.
Het Nederlands Politiemuseum maakte als particuliere stichting formeel geen onderdeel uit van de Nederlandse politie, maar streefde wel naar intensieve en structurele samenwerking met politieorganisaties. Zo werd onder meer gewerkt aan het verbinden van de in het museum ontwikkelde expertise op het gebied van het verzamelen van informatie over politie-erfgoed en -geschiedenis aan de onderwijs- en onderzoeksactiviteiten van de Politieacademie.
Het Nederlands Politiemuseum is sinds januari 2007 gesloten. In 2011 zijn het Nationaal Brandweermuseum en het Nederlands Politiemuseum gefuseerd onder de naam Nationaal Veiligheidsinstituut (NVI). In april 2014 werd in Almere een nieuw museum geopend onder de naam PIT Veiligheidsmuseum.
Het PIT Veiligheidsmuseum is in november 2021 gesloten. De collectie bleef in beheer bij het NVI, dat vanaf 2022 verderging onder de naam Korpora, Erfgoed Publieke Veiligheid. Het centraal depot van Korpora met tevens een studiezaal is gevestigd in Apeldoorn.